# ゴールドスプリント
ゴールドスプリントは、佐賀県競馬組合が佐賀競馬場ダート1300mで施行する地方競馬の重賞競走である。正式名称は「ニッカン・コム杯 ゴールドスプリント」、日刊スポーツ新聞社の関連会社である日刊スポーツNEWSが優勝杯を提供している。

## 概要
2021年度の番組改編において「道新スポーツ杯 ゴールドスプリント」の名称で新設された重賞競走である。翌年の第2回は道新スポーツの休刊に伴い、名称が「ニッカン・コム杯 ゴールドスプリント」となった。
佐賀競馬における冬の短距離重賞で、創設時より地方全国交流競走となっている。距離は創設時より1300mで変わっていない。

### 条件・賞金等（2025年）
出走条件
サラブレッド系4歳以上、地方競馬全国交流。
負担重量
定量（56kg、牝馬2kg減）。
賞金額
1着700万円、2着245万円、3着140万円、4着105万円、5着70万円、着外14万円。
副賞
日刊スポーツNEWS社長賞、佐賀県知事賞、佐賀県畜産協会会長賞、佐賀県馬主会会長賞、佐賀県競馬組合管理者賞。

## 歴代優勝馬
全て佐賀競馬場ダート1300mで施行。
| 回次  | 施行日        | 優勝馬           | 性齢 | 所属 | タイム  | 優勝騎手   | 管理調教師 | 馬主             |
| ----- | ------------- | ---------------- | ---- | ---- | ------- | ---------- | ---------- | ---------------- |
| 第1回 | 2022年1月10日 | ダノングッド     | 牡10 | 高知 | 1:21.6  | 多田羅誠也 | 別府真司   | 組）志士十二組合 |
| 第2回 | 2023年1月15日 | ダノングッド     | 牡11 | 高知 | R1:19.9 | 多田羅誠也 | 別府真司   | 組）志士十二組合 |
| 第3回 | 2024年1月8日  | リーチ           | 牡6  | 佐賀 | 1:21.6  | 石川倭     | 真島正徳   | 原久美子         |
| 第4回 | 2025年1月12日 | カジノフォンテン | 牡9  | 船橋 | 1:21.2  | 張田昂     | 玉井昇     | 吉橋興生         |

※タイム欄のRはコースレコードを示す。

### 各回競走結果の出典
- ゴールドスプリント 歴代優勝馬 - 地方競馬全国協会
- JBISサーチ
  - 2022年、2023年、2024年、2025年